# ANZAC Test
La ANZAC Test fue una reunión deportiva, de competencia representativa, anual de la liga de Rugby formada en 1997 entre las selecciones de Australia y Nueva Zelanda, que se llevaba a cabo cerca de la fecha del Día ANZAC (ANZAC es el acrónimo de "Australia y Nueva Zelanda Cuerpo de Ejército "). En diecisiete ediciones, Australia se impuso en dieciséis ocasiones, con solo la edición de 1998 fue ganado por Nueva Zelanda.

## Historia
Desde 1908, las selecciones de Australia y Nueva Zelanda compitieron alrededor de Test-match. La Prueba de ANZAC fue introducido durante la creación de la Superliga de Australia en 1997. Una polémica estalló sobre el nombramiento de la reunión debido a que el uso del término ANZAC (Australia y Nueva Zelanda Cuerpo de Ejército) está protegido por ley en Australia. El Super League luego pagó una gran suma de dinero para su uso entre 1997 y 1999. En la reanudación de este evento en 2004, el juego intutilait la "Prueba de Bundaberg Rum Liga" el nombre del principal patrocinador de ron Bundaberg a continuación 2009 "Prueba VB" en referencia a la marca Victoria Bitter.

## 1997-1999 Las primeras ediciones
La edición inaugural en 1997 se jugó en el estadio Allianz en Sídney frente a 23 829 espectadores. Este evento fue creado por los diseñadores de la Súper Liga Australiana es decir News Corporation, Rupert Murdoch, presidido por el magnate australiano. Solo los jugadores de la Superliga están presentes, ninguno de la Liga de Rugby de Australia. La edición fue ganada por Australia donde se encuentra Laurie Daley, Craig Gower, Ryan Girdler Wendell Sailor y enfrentar el neozelandés Stephen Kearney, Stacey Jones y Daryl Halligan.
La segunda edición se jugó en Auckland, en Nueva Zelanda y ve la única victoria 22-16 seleccionando Kiwis liderado por Matthew Ridge, Kevin Iro y Sean Hoppe. Las ediciones de 1999 y 2000 se compitieron en Sídney. Australia ganó las dos ediciones, en 1999 la puntuación de 20-14 con Mat Rogers, Sailor y Brad Fittler en 2000 en el marcador final de 52-0. Esta edición de 2000 se va a dormir esta reunión durante tres años.

## 2004- La reanudación de la Prueba de ANZAC
La Prueba de ANZAC fue en 2004, cuando australiano Darren Lockyer toma selección australiana para una victoria 37-10. Australia no pierde ninguna edición desde 1998, sin embargo, el éxito de este juego se coloca en el horario antes de que el Estado de origen no se puede negar desde los acontecimientos se juegan entre 2004 y 2014 antes de 33,665 espectadores de media. Los jugadores que se han distinguido en esta ocasión son Anthony Minichiello, Craig Fitzgibbon, Andrew Johns, Brent Webb, Sonny Bill Williams, Mark Gasnier, Johnathan Thurston y Benji Marshall. La Prueba de ANZAC inaugurado en 2010 AAMI Park de Melbourne.
La edición de 2011 que se celebró en Christchurch se reprogramó en Australia a causa del terremoto del 22 de febrero de 2011, la de 2013 en Canberra para el centenario de la capital australiana. Por último, aunque los partidos están programados en octubre en 2011 y 2012, tienen la misma importancia.

## Resultados
| Año  | Ganador       | Resultado | Perdedor      | Estadio                 | Ciudad     |
| ---- | ------------- | --------- | ------------- | ----------------------- | ---------- |
| 1997 | Australia     | 34–22     | Nueva Zelanda | Sydney Football Stadium | Sídney     |
| 1998 | Nueva Zelanda | 22–16     | Australia     | North Harbour Stadium   | Auckland   |
| 1999 | Australia     | 20–14     | Nueva Zelanda | Stadium Australia       | Sídney     |
| 2000 | Australia     | 52–0      | Nueva Zelanda | Stadium Australia       | Sídney     |
| 2004 | Australia     | 37–10     | Nueva Zelanda | Newcastle Sports Centre | Newcastle  |
| 2005 | Australia     | 32-16     | Nueva Zelanda | Suncorp Stadium         | Brisbane   |
| 2006 | Australia     | 50–12     | Nueva Zelanda | Suncorp Stadium         | Brisbane   |
| 2007 | Australia     | 30–6      | Nueva Zelanda | Suncorp Stadium         | Brisbane   |
| 2008 | Australia     | 28–12     | Nueva Zelanda | Sydney Cricket Ground   | Sídney     |
| 2009 | Australia     | 38–10     | Nueva Zelanda | Suncorp Stadium         | Brisbane   |
| 2010 | Australia     | 12–8      | Nueva Zelanda | AAMI Park               | Melbourne  |
| 2011 | Australia     | 20–10     | Nueva Zelanda | Robina Stadium          | Gold Coast |
| 2012 | Australia     | 20–12     | Nueva Zelanda | Eden Park               | Auckland   |
| 2013 | Australia     | 32–12     | Nueva Zelanda | Canberra Stadium        | Canberra   |
| 2014 | Australia     | 30–18     | Nueva Zelanda | Sydney Football Stadium | Sídney     |
| 2015 | Nueva Zelanda | 26–12     | Nueva Zelanda | Suncorp Stadium         | Brisbane   |
| 2016 | Australia     | 16–0      | Nueva Zelanda | Newcastle Sports Centre | Newcastle  |
| 2017 | Australia     | 30–12     | Nueva Zelanda | Canberra Stadium        | Canberra   |
| 2018 | Nueva Zelanda | 26-24     | Nueva Zelanda | Mount Smart Stadium     | Auckland   |
| 2019 | Australia     | 26–4      | Nueva Zelanda | WIN Stadium             | Wollongong |

## Posiciones
| Año           | Campeón | 2º puesto |
| ------------- | ------- | --------- |
| Australia     | 17      | 3         |
| Nueva Zelanda | 3       | 17        |